# Sept en attente
Sept en attente è un film del 1995 diretto da Françoise Etchegaray.